# Park Joo-ho
Dans ce nom coréen, le nom de famille, Park, précède le nom personnel.
Park Joo-Ho (en coréen : 박주호), né le 16 janvier 1987 à Séoul en Corée du Sud, est un footballeur international sud-coréen. Il évolue au poste de défenseur ou de milieu de terrain.

## Biographie

### Carrière en club
Park Joo-hoo, fils d'architecte, a été formé dans l'université sud-coréenne de Soongsil University. 
Dès 2008, il doit s'exiler au Japon pour commencer sa carrière professionnelle, engagé par le club de Mito Hollyhock qui milite en deuxième division. L'année suivante, il fait ses débuts en J.League avec les Kashima Antlers, remportant même le championnat.
En 2010, il continue son aventure japonaise en rejoignant le club de Júbilo Iwata, avec lequel il évolue durant deux ans et gagne la Coupe de la Ligue en 2010.
Au mois de juillet 2011, Park Joo-ho découvre le Vieux Continent en signant pour le club suisse du FC Bâle.
Au mois de juillet 2013, Park Joo-Ho quitte le FC Bâle et rejoint le club de Mayence, en Bundesliga.
En 2015, il quitte le FSV Mayence pour s'engager avec le Borussia Dortmund.

### Carrière en sélection
Alors qu'il participait à la Coupe du monde 2018, Park Joo-Ho est victime d'une blessure aux ischio-jambiers de la jambe droite en première période de la rencontre contre la Suède (0-1) le 18 juin 2018 et doit déclarer forfait pour le reste de la compétition.

## Palmarès
- J.League
  - Champion en 2009 avec Kashima Antlers.
- Supercoupe du Japon
  - Vainqueur en 2009 avec Kashima Antlers.
- Coupe de la Ligue japonaise
  - Vainqueur en 2010 avec Júbilo Iwata.
- Championnat de Suisse
  - Vainqueur en 2012 et 2013 avec le FC Bâle

## Statistiques en club
| Saison                | Club                  | Championnat           | Championnat | Championnat | Coupe(s) nationale(s) | Coupe(s) nationale(s) | Compétition(s) continentale(s) | Compétition(s) continentale(s) | Compétition(s) continentale(s) | Corée du Sud | Corée du Sud | Total | Total |
| Saison                | Club                  | Division              | M.          | B.          | M.                    | B.                    | Comp.                          | M.                             | B.                             | M.           | B.           | M.    | B.    |
| 2008                  | Mito Hollyhock        | J. League 2           | 24          | 0           | -                     | -                     | -                              | -                              | -                              | -            | -            | 24    | 0     |
| Sous-total            | Sous-total            | Sous-total            | 24          | 0           | -                     | -                     | -                              | -                              | -                              | -            | -            | 24    | 0     |
| 2009                  | Kashima Antlers       | J. League             | 19          | 0           | -                     | -                     | LdC                            | 6                              | 0                              | -            | -            | 25    | 0     |
| Sous-total            | Sous-total            | Sous-total            | 19          | 0           | -                     | -                     | -                              | 6                              | 0                              | -            | -            | 25    | 0     |
| 2010                  | Júbilo Iwata          | J. League             | 23          | 2           | 5                     | 1                     | -                              | -                              | -                              | 6            | 0            | 34    | 3     |
| 2011                  | Júbilo Iwata          | J. League             | 11          | 0           | -                     | -                     | -                              | -                              | -                              | -            | -            | 11    | 0     |
| Sous-total            | Sous-total            | Sous-total            | 34          | 2           | 5                     | 1                     | -                              | -                              | -                              | 6            | 0            | 45    | 3     |
| 2011-2012             | FC Bâle               | Super League          | 26          | 0           | 5                     | 0                     | C1                             | 8                              | 0                              | 4            | 0            | 43    | 0     |
| 2012-2013             | FC Bâle               | Super League          | 21          | 1           | 3                     | 0                     | C1 C3                          | 5 9                            | 0                              | 1            | 0            | 42    | 1     |
| Sous-total            | Sous-total            | Sous-total            | 47          | 1           | 8                     | 0                     | -                              | 22                             | 0                              | 5            | 0            | 82    | 1     |
| 2013-2014             | FSV Mayence           | Bundesliga            | 27          | 1           | 2                     | 0                     | -                              | -                              | -                              | 3            | 0            | 32    | 1     |
| 2014-2015             | FSV Mayence           | Bundesliga            | 16          | 0           | 1                     | 0                     | C3                             | 2                              | 0                              | 12           | 0            | 31    | 0     |
| 2015-2016             | FSV Mayence           | Bundesliga            | 1           | 0           | 1                     | 0                     | -                              | -                              | -                              | -            | -            | 2     | 0     |
| Sous-total            | Sous-total            | Sous-total            | 44          | 1           | 4                     | 0                     | -                              | 2                              | 0                              | 15           | 0            | 65    | 1     |
| 2015-2016             | Borussia Dortmund     | Bundesliga            | 5           | 0           | -                     | -                     | C3                             | 4                              | 1                              | 5            | 0            | 14    | 1     |
| 2016-2017             | Borussia Dortmund     | Bundesliga            | 2           | 0           | -                     | -                     | -                              | -                              | -                              | 2            | 0            | 4     | 0     |
| Sous-total            | Sous-total            | Sous-total            | 7           | 0           | -                     | -                     | -                              | 4                              | 1                              | 7            | 0            | 18    | 1     |
| 2018                  | Ulsan Hyundai         | KLeague 1             | 17          | 0           | 2                     | 0                     | LdC                            | 7                              | 0                              | 7            | 1            | 23    | 0     |
| 2019                  | Ulsan Hyundai         | KLeague 1             | 22          | 0           | 0                     | 0                     | LdC                            | 4                              | 0                              | 0            | 0            | 23    | 0     |
| Sous-total            | Sous-total            | Sous-total            | 11          | 0           | -                     | -                     | -                              | 7                              | 0                              | 5            | 0            | 23    | 0     |
| Total sur la carrière | Total sur la carrière | Total sur la carrière | 175         | 4           | 17                    | 1                     | -                              | 34                             | 1                              | 33           | 0            | 259   | 6     |